# Jabučno vino
Jabučno vino je kao voćno vino vrsta alkoholnog pića koje se dobiva vrenjem jabuka ili jabučnog soka uglavnom od mješavine raznih starih sorti jabuka.
Obično sadrži najmanje 5,5–7% alkohola.

## Nazivi
- u južnoj Njemačkoj, Austriji i Švicarskoj je popularan pod nazivom  Most a u sjevernoj Njemačkoj Apfelwein
- u Francuskoj pod nazivom cidre
- u Španjolskoj pod imenom sidra
- u Sloveniji pod imenom jabolčnik
- u Velikoj Britaniji, Irskoj, Švedskoj, SAD se zove cider

## Vanjske poveznice
- Gospodarski list  Arhivirana inačica izvorne stranice od 30. rujna 2008. (Wayback Machine)
- Vinogradarstvo